# До мого фортепіано
«До мого́ фортепіа́но» ‒ вірш Лесі Українки, жанр якого ‒ елегія. Поетеса його написала 1890 р., а друком він вперше вийшов в журналі «Зоря» 1892 р. у восьмому номері.

## Історія
Під час підготовки київського видання збірки «На крилах пісень» поетеса вилучила дві строфи, а перед тим ще три. В результаті цей текст є скороченим на 5 строф в порівнянні з першоваріантом. Але саме саме такий вигляд поезії став канонічним.